# Calpella
Calpella es un lugar designado por el censo ubicado en el condado de Mendocino en el estado estadounidense de California. En el año 2010 tenía una población de 679 habitantes.

## Geografía
Calpella se encuentra ubicado en las coordenadas 39°13′58″N 123°12′13″O / 39.23278, -123.20361.